# Olaine
Olaine is een Letse stad in de gemeente Olaines novads in de streek Vidzeme op zo'n twintig kilometer ten zuidwesten van Riga.
De plaats ontstond in 1816 als landelijke horigheid en groeide vanaf 1940 met de ontginning van een nabijgelegen veengebied. Olaine kreeg in 1967 stadsrechten en is nu de centrale plaats in een agrarisch gebied. Het farmaceutische bedrijf Olainfarm heeft haar hoofdzetel in Olaine.